# Microstachys revoluta
Microstachys revoluta là một loài thực vật có hoa trong họ Đại kích. Loài này được (Ule) Esser mô tả khoa học đầu tiên năm 1998 publ. 1999.